# Berry (Alabama)
Berry és una població dels Estats Units a l'estat d'Alabama. Segons el cens del 2007 tenia 1.189 habitants.

## Demografia
Segons el cens del 2000, Berry tenia 1.238 habitants, 516 habitatges, i 352 famílies. La densitat de població era de 42,8 habitants/km².
Dels 516 habitatges en un 32,8% hi vivien nens de menys de 18 anys, en un 49% hi vivien parelles casades, en un 15,5% dones solteres, i en un 31,6% no eren unitats familiars. En el 29,7% dels habitatges hi vivien persones soles el 13% de les quals corresponia a persones de 65 anys o més que vivien soles. El nombre mitjà de persones vivint en cada habitatge era de 2,4 i el nombre mitjà de persones que vivien en cada família era de 2,96.
Per edats la població es repartia de la següent manera: un 26,9% tenia menys de 18 anys, un 9,5% entre 18 i 24, un 25,8% entre 25 i 44, un 24,7% de 45 a 60 i un 13% 65 anys o més.
L'edat mediana era de 36 anys. Per cada 100 dones hi havia 88,7 homes. Per cada 100 dones de 18 o més anys hi havia 81,7 homes.
La renda mediana per habitatge era de 20.214 $ i la renda mediana per família de 26.083 $. Els homes tenien una renda mediana de 28.500 $ mentre que les dones 20.714 $. La renda per capita de la població era de 12.635 $. Aproximadament el 31,4% de les famílies i el 32,1% de la població estaven per davall del llindar de pobresa.

## Poblacions més properes
El següent diagrama mostra les poblacions més properes.